# Doreen Wilber
Doreen Wilber   (Rutland, 8 de gener de 1930 - Jefferson, 19 d'octubre de 2008) va ser una tiradora amb arc estatunidenca que va competir durant les dècades de 1960 i 1970.
El 1972 va prendre part en els Jocs Olímpics de Múnic, on va guanyar la medalla d'or en la prova individual femenina del programa de tir amb arc.
En el seu palmarès també destaquen una medalla de plata al Campionat del món de tir amb arc de 1969, una de plata i una de bronze al de 1971 i quatre campionats nacionals (1969, 1971, 1973 i 1974).